# Diozmin
A diozmin kémiai szempontból flavon származék, a flavonoid csoport egyik tagja. Aglikonja (a glikozid vegyületek alkohol-típusú, nem cukor-származék része) a diozmetin. A diozmin a természetben megtalálható, pl. a Teucrium gnaphalodes nevű növényben, mely az Ibériai-félszigeten őshonos.

## Diozmin
A diozmint a citrusfélék héjából izolált heszperidin átalakításával nyerik. Előtörténetéhez tartozik a citrusfélék C-vitamin tartalmának és a C-vitaminnak a kutatása. A vegyületet először 1925-ben izolálták a Scrophularia nodosa növényből, majd Szent-Györgyi és munkatársai kimutatták, hogy a citrusfélékből származó flavonoidok csökkentik a hajszálerek törékenységét és átjárhatóságát. A későbbiekben kiderült, hogy a P-vitaminnak nevezett vegyület nem egységes anyag, hanem több flavonoid keveréke. A 20. század második felében egy gyógyszer kialakításakor a hatóanyag a citrusfélékből előállított, 90% diozmin nevű glikozidot tartalmazó flavonoidkeverék volt.

### A diozmin kémiája és hatásai
A diozmin (képlet) a vele rokon heszperidintől a molekula C-gyűrűjében a 2-3. szénatom közötti kettős kötés meglétében különbözik. Kémiai szintézise a heszperidin átalakítása révén történik.

Diozmin képlete

Bizonyítottan jól gátolja a vénák kitágulását, javítja a vénafal-tónust, csökkenti a vénás pangást. Védi a mikrokeringést a gyulladásoktól, növeli a hajszálerek átjárhatóságát. Javítja a klinikai tüneteket krónikus vénás elégtelenség (visszérbetegség) esetén, illetőleg aranyeres panaszok krízisek esetén. A vénás eredetű lábszárfekély esetén is jótékony hatású.
Szervezetbeni sorsa: felszívódás előtt a diozmin a diozmetin nevű aglikonná alakul. A bevitt dózis (500-600 mg) kb. 1/3 része szívódik fel egyszeri, szájon keresztül történő adagolást követően. Ürülése főként a vesén át történik.
Diozmin hatóanyaggal számos gyógyszer van forgalomban a világban és hazánkban is, valamint elérhetőek diozmin összetevőt tartalmazó étrend-kiegészítők is.